# Bay Lake
Bay Lake je obec v okrese Orange County na Floridě. Má rozlohu 58,81 km² a v roce 2010 zde žilo 47 obyvatel. V Bay Lake se nachází všechny čtyři zábavní parky Walt Disney World Resortu. Bay Lake je součástí Metropolitní oblasti Orlando-Kissimmee.